# NGC 1787
NGC 1787 é um aglomerado aberto na direção da constelação de Dorado. O objeto foi descoberto pelo astrônomo John Herschel em 1837, usando um telescópio refletor com abertura de 18,6 polegadas. Devido a sua moderada magnitude aparente (+10,9), é visível apenas com telescópios amadores ou com equipamentos superiores.